# Патрушешти (Алба)
Патрушешти (рум. Pătrușești) насеље је у Румунији у округу Алба у општини Хореа. Oпштина се налази на надморској висини од 1053 m.

## Становништво
Према подацима из 2002. године у насељу је живело 195 становника, од којих су сви румунске националности.